# Gureak
Gureak Lanean S.A. o  simplemente Gureak (en euskera: los nuestros), es un grupo empresarial español de economía social y solidaria fundado en 1975 en Guipúzcoa. Fue impulsado por Atzegi, asociación guipuzcoana en favor de las personas con discapacidad intelectual. 
Su objetivo principal es promover la inclusión sociolaboral de personas con discapacidad, especialmente intelectual.

## Historia
Gureak surgió como respuesta a la inquietud de socios de Atzegi por el futuro laboral de sus hijos.
Durante los primeros años la actividad estuvo marcada por la precariedad, financiándose por medio de loterías, rifas y otras actividades, que suponían entre el 10 y el 30 % del capital disponible. La aprobación en 1982 de la Ley de Integración Social de los Minusválidos (LISMI)  del Gobierno Calvo-Sotelo, facilitó el acceso a ayudas públicas y a la creaciónde empresas de inserción social.
Uno de los impulsores destacados de Gureak fue Iñaki Alkorta (1950–2023), director general entre 1977 y 2011 y presidente de la entidad desde 2006.
En los años 90 se crea Gureak Marketing, que orienta su actividad hacia los servicios que llegará a emplear a 700 trabajadores en 16 centros de trabajo distintos, con secciones de mantenimiento de jardines y edificios, cáterin, gestión de estaciones de servicio y restauración.
Al inicio de los años 2000, Gureak está plenamente implantada en el País Vasco y asigna a casi un tercio de las personas con discapacidad intelectual a las que emplea, principalmente a centros ocupacionales con trabajos orientados a la actividad industrial.
Durante esta década se plasman también en los convenios colectivos firmados en las empresas del grupo Gureak los planes de acción preventiva, orientados a analizar individualmente las exigencias y necesidades de cada trabajador, ampliando lo recogido en la Ley de prevención de riesgos laborales (LPRL).
En la década de 2010, además de haber ampliado sus servicios a personas con discapacidades de todo tipo, el grupo comienza a emplear a personas de otros colectivos, como personas en situación de vulnerabilidad y exclusión social.
En 2015 se pone en marcha un proyecto conjunto con la cooperativa de distribución Eroski para abrir supermercados gestionados por personas con discapacidad. En los tres primeros años del proyecto se inauguraron tres establecimientos.
En 2018, Gureak era la segunda empresa por número de empleados en la provincia de Guipúzcoa.
A comienzos de 2023 contaba con 6000 trabajadores, tenía presencia en todo el País Vasco y un volumen de negocio superior a 240 millones de euros, de los cuales solo el 16 % procedía de financiación pública. 
En el mismo periodo, el 84 % de la plantilla tenía algún tipo de discapacidad (37 % discapacidad intelectual, 24 % discapacidad física, 15 % alguna enfermedad mental y un 7 % discapacidad sensorial).

## Estructura y propiedad
| Accionista                                                    | Porcentaje | Referencia(s) |
| ------------------------------------------------------------- | ---------- | ------------- |
| Asociación Guipuzcoana de personas con discapacidad, (Atzegi) | 32,19 %    | [ 13 ]        |
| Diputación Foral de Guipúzcoa                                 | 20,12 %    | [ 14 ]        |
| Ilunion. Grupo Social ONCE                                    | 19,88 % .  | [ 15 ]        |
| Fundación Kutxa                                               | 19,15 %    | [ 16 ]        |
| Ayuntamiento de San Sebastián                                 | 4,51 %     | [ 17 ]        |
| Accionistas menores                                           | 4,15 %     |               |

## Reconocimiento público
- 2017, fue declarada como entidad de interés social por el Departamento de Empleo y Políticas Sociales del Gobierno Vasco.[18]
- 1999, primera Medalla Gizartekintza-Departamento de Servicios Sociales de la Diputación Foral de Guipúzcoa.[19]
- 1999, cruz de Plata de la Orden Civil de la Solidaridad Social  del Ministerio de Trabajo y Asuntos Sociales.[19]
- 1998,  medalla al Mérito Ciudadano  del Ayuntamiento de San Sebastián.[20]